# دوري جزر ماريانا الشمالية
دوري ماريانا الشمالية، هو أعلى مسابقة كرة قدم في اتحاد جزر ماريانا الشمالية لكرة القدم . كان سابقًا دوري بالدعوة في جزر ماريانا الشمالية . عمل الدوري منذ عام 2005 ونمى ليشمل ثمانية فرق في مسابقة 2010.  في 2 أغسطس 2012 ، تم إعادة تسمية المسابقة كدوري M* في أعقاب العديد من المسابقات الوطنية الأخرى في الاتحاد الآسيوي.

## الأندية الحالية (2015)
في عام 2008 ، لعبت ثمانية فرق في الدوري:  في سبتمبر 2012 ، أنشأ اتحاد ماريانا الشمالية دوري درجة ثانية. تم الإعلان عن أنه في موسم الافتتاح سيكون هناك 5 فرق في الدرجة الأولى و 4 فرق في الدرجة الثانية.

## الفائزين السابقين
الأبطال حتى الآن هم:

### بطولة شمال ماريانا للدعوة
- 2005: ألغي
- 2006-2007 : ليونغ سيونغ
- 2007 : فييستا إنتر سايبان [3]
- 2008 (الشتاء) : إنتر غودفاثرس
- 2008 (خريف) : إنتر غودفاثرس
- 2009 : إنتر غودفاثرس
- 2010 : إم بي يونايتد
- 2011 : إنتر غودفاثرس [4]

### دوري M* الدرجة 1
- 2012 (الربيع) : وايلد بيلز
- 2012 (خريف) : تان هولدنغز
- 2013 (الربيع) : وايلد بيلز
- 2013-14 : وايلد بيلز
- خريف 2014 : إم بي يونايتد
- 2015 ربيع : تان هولدينغز
- 2015 خريف : لم تعقد
- 2016 ربيع : تان هولدينغز
- 2016 خريف : إم بي يونايتد
- ربيع 2017 : إم بي يونايتد
- 2017 خريف : تان هولدينغز
- 2018 ربيع : إم بي يونايتد
- 2018 خريف : ألغي
- 2019 ربيع : يحدد لاحقًا
- 2019 خريف : يحدد لاحقًا

## الهدافين
- ملاحظة: 2007-10 أفضل هداف لبطولة ماريانا الشمالية للدعوة.

| عام  | الهدّاف                       | الفريق             | الأهداف |
| 2007 | وصلة=\|حدود ماساتوشي أوتسوكا | فييستا انتر سايبان |         |
| 2009 | وصلة=\|حدود جو وانغ ميلر     | إم بي يونايتد      | 23      |
| 2010 | وصلة=\|حدود جو وانغ ميلر     | إم بي يونايتد      | 15      |
| 2016 | وصلة=\|حدود مارتن جامبور     | تي إتش إف سي       | 14      |

## روابط خارجية
- فيسبوك